# Facultad de Ingeniería (Universidad de la República)

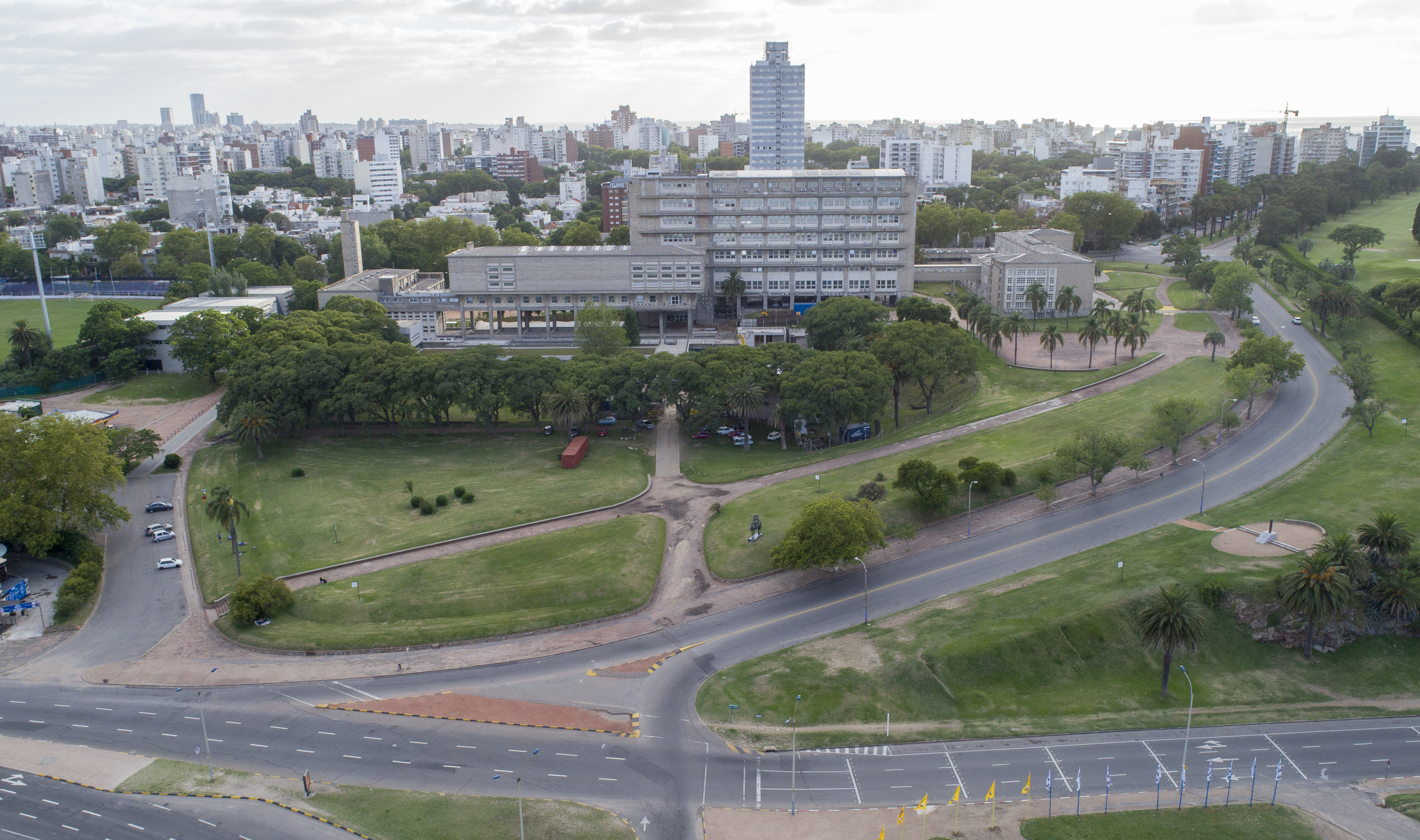
Vista aérea de la facultad en 2018.

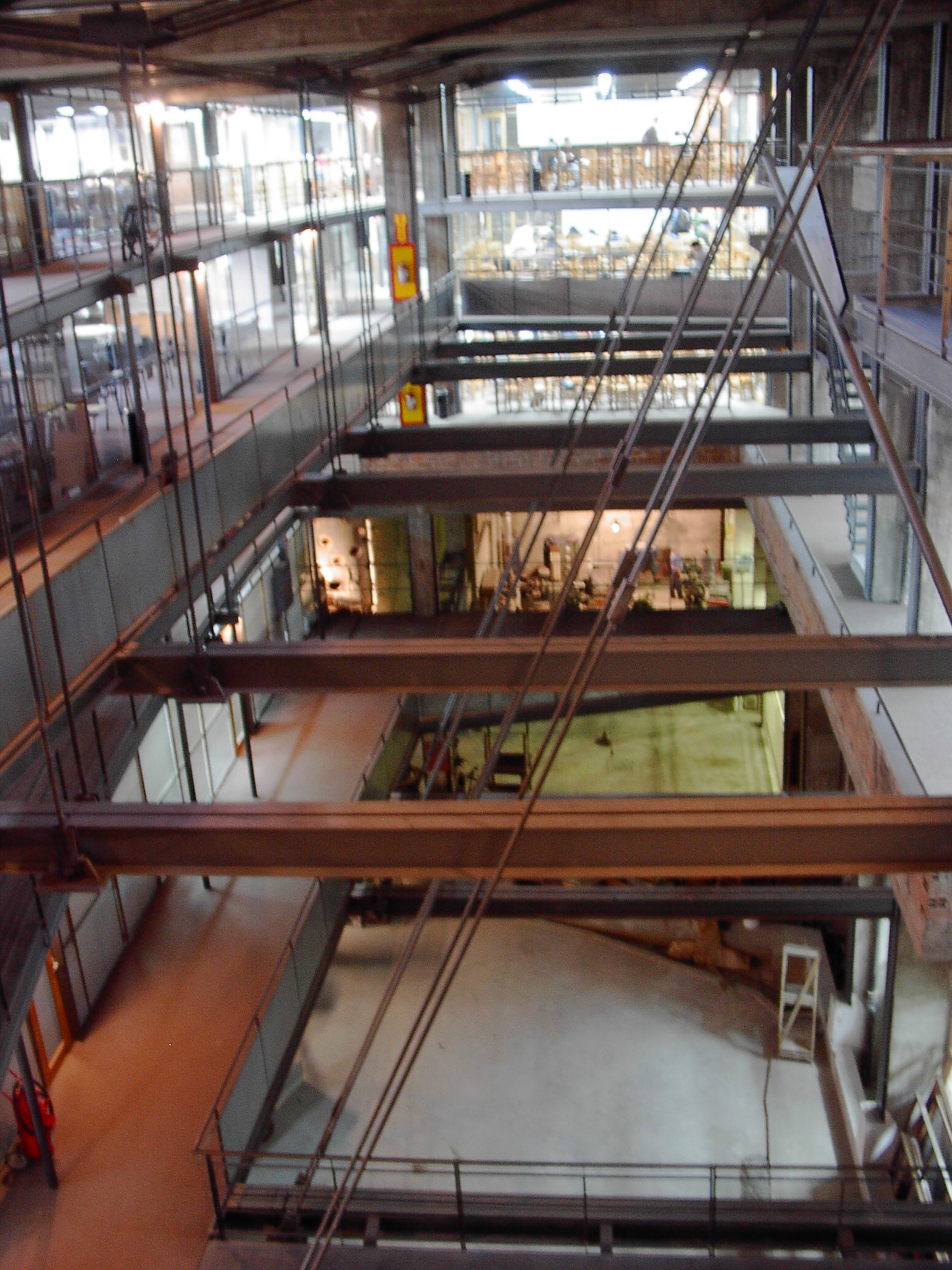
Antigua Sala de Máquinas, hoy complejo de salones y oficinas del IMFIA, IIMPI y DISI

La Facultad de Ingeniería (Fing) de la Universidad de la República (Udelar) en Uruguay, es una institución académica pública, dedicada a la formación, investigación y extensión en el campo de la Ingeniería y ciencias afines. 
Fue fundada por la Ley Orgánica de la Universidad de 1885 bajo el nombre de Facultad de Matemáticas y Ramas Anexas, y comenzó a impartir clases en 1888 en el edificio del entonces Hotel Nacional. Adquirió su denominación actual el 27 de noviembre de 1915, tras dividirse en dos entidades: la Facultad de Ingeniería y Ramas Anexas y la Facultad de Arquitectura. Su creación respondió a la necesidad de formar profesionales capaces de impulsar el desarrollo nacional, especialmente en un contexto de expansión de infraestructuras y proyectos tecnológicos.
En 2022 contaba con 9701 estudiantes matriculados y 927 docentes.

## Historia
La denominación de facultad surgió durante un período de transformaciones impulsadas por el modelo batllista, que buscaba modernizar Uruguay mediante la educación técnica y científica. Bajo el liderazgo del rector Alfredo Vásquez Acevedo, se establecieron las bases para una enseñanza autónoma, enfocada en resolver problemas nacionales. Los primeros egresados en 1892, como José Serrato, destacaron en la construcción de obras emblemáticas, como el Puerto de Montevideo y la represa de Rincón del Bonete. En 1915, la institución adoptó su nombre definitivo, consolidando su rol en la formación de ingenieros civiles, eléctricos, químicos y otras especialidades. A lo largo del siglo XX, expandió su oferta académica, incorporando carreras como Ingeniería en Computación, Agrimensura y más recientemente, Ingeniería Biológica y Forestal.

## Edificio
La construcción del edificio fue autorizada por la Ley N° 9.549, del 27 de diciembre de 1935, colocándose su piedra fundamental el 28 de mayo de 1938. El proyecto era de 1936 y la edificación ubicada en el barrio de Parque Rodó, se inauguró parcialmente en 1945 y se terminó en 1953. Los trazados de las distintas fachadas de la construcción, muestran una simetría con el edificio principal de la represa y central hidroeléctrica Rincón del Bonete, también con intervenciones del arquitecto Vilamajó. Hubo decoraciones y espacios exteriores que nunca se concretaron.
Cuenta con un construcción anexa llamada Edificio Polifuncional José Luis Massera, también conocido como "Aulario", compartido con la Facultad de Ciencias Económicas y la Facultad de Arquitectura. Se inauguró en el año 2007 con el fin de aumentar la capacidad de salones de clases de las facultades involucradas.
En 2012 se inauguró el edificio del INCO, con diseño del arquitecto Gustavo Scheps. Una particularidad que caracteriza a esta edificación es la incorporación de los llamados Edificios Verdes, concepto que implica eficiencia energética y responsabilidad con el medio ambiente. En este marco se destaca el aprovechamiento del agua de lluvia, el aislamiento térmico y la iluminación eficiente.
En 2018 se inauguró el nuevo edificio del Instituto de Estructuras y Transporte (IET) «Profesor Julio Ricaldoni», ubicado entre el canal de olas de la Facultad y el edificio del Instituto de Computación (InCo). Está destinado a investigación y enseñanza del IET, cuenta con 1.276 m² cerrados y 869 m² de espacios exteriores. Este proyecto y el del InCo fueron creados para constituir un sistema arquitectónico único. La obra tuvo como responsable al arquitecto Bernardo Carriquiry y fue proyectado por el arquitecto Gustavo Scheps.
La facultad cuenta desde 2003 con su propia fundación, la Fundación Ricaldoni, con el objeto de impulsar su vinculación con la sociedad y particularmente con el sector productivo.
El edificio que es su sede central es obra del arquitecto uruguayo Julio Vilamajó, posee vista al mar desde sus pisos superiores.

## Organización académica
La facultad ofrece más de 20 carreras de grado, incluyendo licenciaturas y tecnicaturas, así como programas de posgrado (maestrías y doctorados) en áreas como Energía, Ingeniería Matemática e Ingeniería Biomédica. Entre sus institutos de investigación destacan el Instituto de Computación, el Instituto de Ingeniería Química, el Instituto de Mecánica de los Fluidos e Ingeniería Ambiental y el Instituto de Ingeniería Eléctrica. Estos centros promueven proyectos interdisciplinarios, como el desarrollo de energías renovables, sistemas de tratamiento de aguas residuales y tecnologías satelitales. Además, la facultad tiene presencia en el interior del país, con sedes en Salto, Paysandú y Tacuarembó.

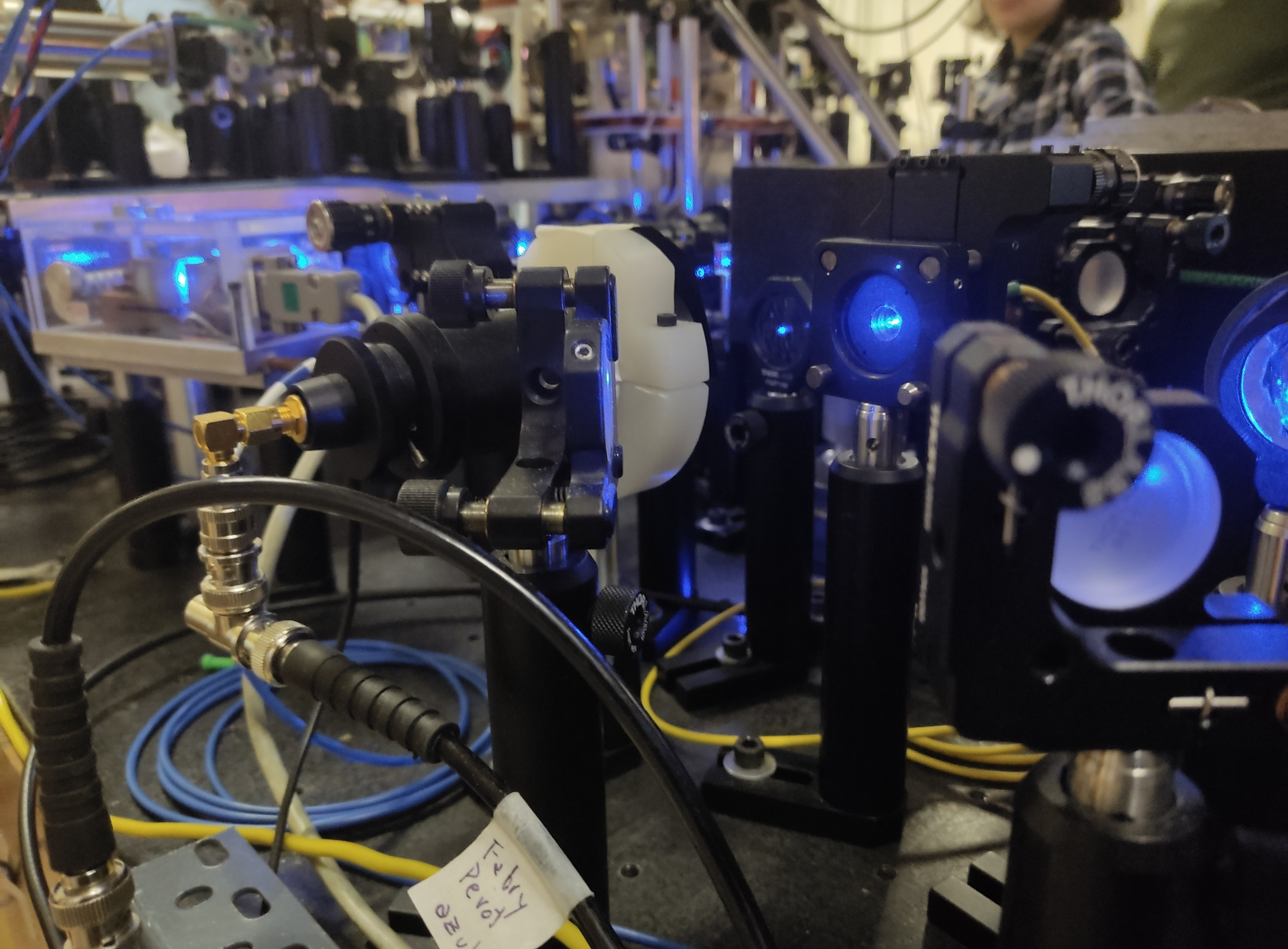
Parte de la instrumentación utilizada en el Laboratorio de Física Cuántica y Atómica del Instituto de Física

### Investigación y desarrollo
La Fing ha sido clave en la innovación tecnológica uruguaya, como el Proyecto AntelSat, el primer satélite uruguayo lanzado en 2014, desarrollado en colaboración con Antel; estudios pioneros en energía eólica, que posicionaron a Uruguay como líder regional en generación renovable; y avances en bioingeniería, como el diseño de lámparas LED para tratar la hiperbilirrubinemia en neonatos. También destaca su labor en el tratamiento de efluentes industriales, con soluciones aplicadas en curtiembres y tambos, y su contribución a la industria del software, un sector estratégico para la economía nacional.

### Contribuciones
La facultad ha formado a generaciones de ingenieros que han liderado proyectos de infraestructura crítica, como la red vial, el saneamiento urbano y la electrificación rural. Su vinculación con el sector productivo se refleja en convenios con empresas públicas como: UTE, ANCAP, OSE y privadas, así como en la creación de la Fundación Julio Ricaldoni, encargada de transferir tecnología y fomentar emprendimientos. Además, promueve políticas de inclusión, como el aumento de la matrícula femenina y programas de becas para estudiantes del interior.

### Gobierno y estructura
La Fing se rige por los principios de cogobierno universitario, con participación de docentes, estudiantes y egresados en su Consejo de Facultad. La decana, María Simon (en el período documentado hasta 2016), lideró iniciativas para modernizar la enseñanza mediante métodos activos y talleres prácticos. La institución también cuenta con comités editoriales y áreas de comunicación que difunden su producción académica, como la revista Ingeniería deMuestra, que expone proyectos innovadores de estudiantes e investigadores.

### Vinculación con la sociedad
Eventos como Ingeniería deMuestra reúnen anualmente a miles de visitantes para exhibir avances tecnológicos y soluciones ingenieriles. La facultad colabora en políticas públicas, como el diseño del Sistema de Alerta Temprana para inundaciones en Durazno y en la formación de docentes de educación secundaria para fomentar vocaciones científicas. Financia investigaciones sobre cambio climático y en la promoción de energías limpias.

## Carreras de Grado
En la Facultad de Ingeniería se dictan varios cursos de grado. Los estudiantes pueden optar por uno o más de los siguientes:
- Ingeniería en agrimensura
- Ingeniería civil
- Ingeniería en computación
- Ingeniería eléctrica
- Ingeniería en sistemas de comunicación
- Ingeniería industrial mecánica
- Ingeniería naval
- Ingeniería química
- Ingeniería en alimentos
- Ingeniería de producción
- Ciencias de la atmósfera
- Tecnólogo industrial mecánico (con UTU)
- Tecnólogo informático
- Tecnólogo en telecomunicaciones
- Licenciatura en Ingeniería Biológica (primer y segundo año)[11]

## Institutos
- Agrimensura (IA)
- Computación (INCO)
- Estructuras y Transporte (IET)
- Física (IF)
- Ensayo de materiales (IEM)
- Ingeniería eléctrica (IIE)
- Ingeniería mecánica y Producción Industrial (IIMPI)
- Ingeniería química (IQ)
- Instituto de Matemática y Estadística Rafael Laguardia (IMERL)
- Mecánica de fluidos e Ingeniería ambiental (IMFIA)
- Departamento de Inserción Social del Ingeniero (DISI)

## Decanos
| Decano                                   | Período        |
| ---------------------------------------- | -------------- |
| Arq. e Ing. Juan Monteverde              | 1888-1893      |
| Ing. Víctor Benavides                    | 1893-1894      |
| Agrim. Nicolás Piaggio (interino)        | 1895-189?      |
| Arq. e Ing. Juan Monteverde              | 1896-1905      |
| Ing. Eduardo García de Zúñiga            | 1906-1908      |
| Ing. Juan Álvarez Cortés                 | 1909-1910      |
| Ing. Federico Capurro                    | 1910-1913      |
| Ing. Luis Ponce                          | 1913-1916      |
| Ing. Juan Álvarez Cortés                 | 1917-1920      |
| Ing. Donato Gaminara                     | 1920-1926      |
| Ing. Eduardo García de Zúñiga            | 1926-1927      |
| Ing. Vicente García                      | 1928-1933      |
| Ing. Luis Giorgi                         | 1934-1939      |
| Ing. Vicente García                      | 1939-1943      |
| Ing. Agustín Maggi                       | 1943-1950      |
| Ing. Carlos Berta                        | 1951-1958      |
| Ing. Vicente García                      | 1958-1959      |
| Ing. Enrique De Martini                  | 1959-1965      |
| Ing. Héctor Fernández Guido              | 1965-1966      |
| Ing. Agr. Arturo Carbonell (Interventor) | 1967-1969      |
| Ing. Julio Ricaldoni                     | 1969-1973      |
| Ing. Alfredo De Santiago                 | 1973-1977      |
| Ing. Juan Patetta                        | 1977-1978      |
| Ing. Norberto Faroppa                    | 1979-1982      |
| Ing. Quim. Héctor Ibarlucea              | 1982-1985      |
| Ing. Julio Ricaldoni                     | 1985-1986      |
| Ing. Luis Abete                          | 1986-1992      |
| Ing. Rafael Guarga                       | 1992-1997      |
| Ing. María Simon                         | 1998-2005      |
| Ing. Ismael Piedra Cueva                 | 2005-2010      |
| Ing. Héctor Cancela                      | 2010-2015      |
| Ing. María Simon                         | 2015-2023      |
| Ing. Pablo Ezzatti                       | 2023- presente |

## Estudiantes
| 1960 | 1968 | 1974 | 1988 | 1999 | 2007      | 2012 | 2022 |
| ---- | ---- | ---- | ---- | ---- | --------- | ---- | ---- |
| 568  | 590  | 1408 | 6284 | 5190 | 9222/7261 | 7569 | 9701 |